# Paul Tschudin
Paul Tschudin (* 1904 in Basel; † 1986) war ein Schweizer Buchautor.
Tschudin verlor im Alter von vier Jahren beide Eltern und wuchs anschließend bei den Großeltern in Lausen BL auf. Er brachte eine Lehre als Schlosser hinter sich und war beim Lokomotivbau, später als Schalttafelbauer in Basel tätig. Nachdem er vorübergehend für die BBC gearbeitet hatte, brach sich nach der Pensionierung sein Interesse für die Arbeiterbewegung Bahn. Für seinen Erstling Notizen eines simplen Soldaten erhielt Tschudin den Literaturpreis der „Werkstatt Arbeiterkultur“. Kurz vor seinem Tod erschien seine Autobiografie Meine Ehre ist nicht die Eure.

## Werke
- Notizen eines simplen Soldaten 1939/1945. Z-Verlag, Basel 1977, ISBN 3-85990-035-8.
- Meine Ehre ist nicht die Eure! Eine Lebensgeschichte von unten. Z-Verlag, Basel 1986, ISBN 3-85990-069-2.